# Szabályos test
A szabályos testek vagy platóni testek a geometria területén olyan konvex testeket jelentenek, melyek oldalait egybevágó szabályos sokszögek határolják, minden lapszögük egyenlő és a csúcsalakzataik is egybevágók. A 3 dimenziós térben öt szabályos test létezik. Két dimenzióban végtelen sok szabályos sokszög létezik.
Kevesebb szabályossággal rendelkeznek az arkhimédészi testek.
Johannes Kepler, amikor még körpályákban gondolkodott, úgy gondolta, hogy az akkor ismert hat bolygót (Merkúr, Vénusz, Föld, Mars, Jupiter, Szaturnusz) hordozó szférák (gömbök) közé a szabályos testek rakhatóak be sorban. Ezzel megmagyarázható volt az is, hogy a bolygók száma miért pont hat.
Euler poliédertétele alapján minden konvex poliéderre teljesül az alábbi összefüggés:

c + l = é + 2,
ahol a c a csúcsok száma, az l a lapok száma, az é pedig az élek száma.

## Az öt szabályos test
| Név                                         | Tetraéder                                       | Hexaéder (Kocka)                          | Oktaéder                                         | Dodekaéder                                                              | Ikozaéder                                                 |
| Kép                                         |                                                 |                                           |                                                  |                                                                         |                                                           |
| Háló                                        |                                                 |                                           |                                                  |                                                                         |                                                           |
| Oldallapok száma (l)                        | 4                                               | 6                                         | 8                                                | 12                                                                      | 20                                                        |
| Oldallapok fajtája                          | szabályos háromszög                             | négyzet                                   | szabályos háromszög                              | szabályos ötszög                                                        | szabályos háromszög                                       |
| Duálisa                                     | tetraéder                                       | oktaéder                                  | hexaéder                                         | ikozaéder                                                               | dodekaéder                                                |
| Élek száma (é)                              | 6                                               | 12                                        | 12                                               | 30                                                                      | 30                                                        |
| Csúcsok száma (c)                           | 4                                               | 8                                         | 6                                                | 20                                                                      | 12                                                        |
| Egy csúcsból induló élek száma              | 3                                               | 3                                         | 4                                                | 3                                                                       | 5                                                         |
| Testátlók száma                             | 0                                               | 4                                         | 3                                                | 100                                                                     | 36                                                        |
| Lapszög                                     | {\displaystyle \approx 70^{\circ }31'43{,}61''} | {\displaystyle 90^{\circ }}               | {\displaystyle \approx 109^{\circ }28'16{,}39''} | {\displaystyle \approx 116^{\circ }33'55{,}84''}                        | {\displaystyle \approx 138^{\circ }11'22{,}87''}          |
| Felület az él (a) függvényében              | {\displaystyle a^{2}{\sqrt {3}}}                | {\displaystyle 6a^{2}\,}                  | {\displaystyle 2a^{2}{\sqrt {3}}}                | {\displaystyle 3a^{2}{\sqrt {25+10{\sqrt {5}}}}}                        | {\displaystyle 5a^{2}{\sqrt {3}}}                         |
| Térfogat az él (a) függvényében             | {\displaystyle {\frac {a^{3}{\sqrt {2}}}{12}}}  | {\displaystyle a^{3}\,}                   | {\displaystyle {\frac {a^{3}{\sqrt {2}}}{3}}}    | {\displaystyle {\frac {a^{3}(15+7{\sqrt {5}})}{4}}}                     | {\displaystyle {\frac {a^{3}(15+5{\sqrt {5}})}{12}}}      |
| Körülírt gömb sugara az él (a) függvényében | {\displaystyle {\frac {\sqrt {6}}{4}}{a}}       | {\displaystyle {\frac {\sqrt {3}}{2}}{a}} | {\displaystyle {\frac {\sqrt {2}}{2}}{a}}        | {\displaystyle {\sqrt {3}}{\frac {1+{\sqrt {5}}}{4}}{a}}                | {\displaystyle {\frac {a}{4}}{\sqrt {10+2{\sqrt {5}}}}}   |
| Beírt gömb sugara az él (a) függvényében    | {\displaystyle {\frac {\sqrt {6}}{12}}{a}}      | {\displaystyle {\frac {1}{2}}{a}}         | {\displaystyle {\frac {\sqrt {6}}{6}}{a}}        | {\displaystyle {\frac {1}{2}}{\sqrt {\frac {25+11{\sqrt {5}}}{10}}}{a}} | {\displaystyle {\frac {\sqrt {42+18{\sqrt {5}}}}{12}}{a}} |
| A középsugár az él (a) függvényében         | {\displaystyle {\frac {\sqrt {2}}{4}}{a}}       | {\displaystyle {\frac {\sqrt {2}}{2}}{a}} | {\displaystyle {\frac {a}{2}}}                   | {\displaystyle {\frac {{\sqrt {5}}+3}{4}}{a}}                           | {\displaystyle {\frac {1+{\sqrt {5}}}{4}}{a}}             |

## A szabályos vagy platóni testek története

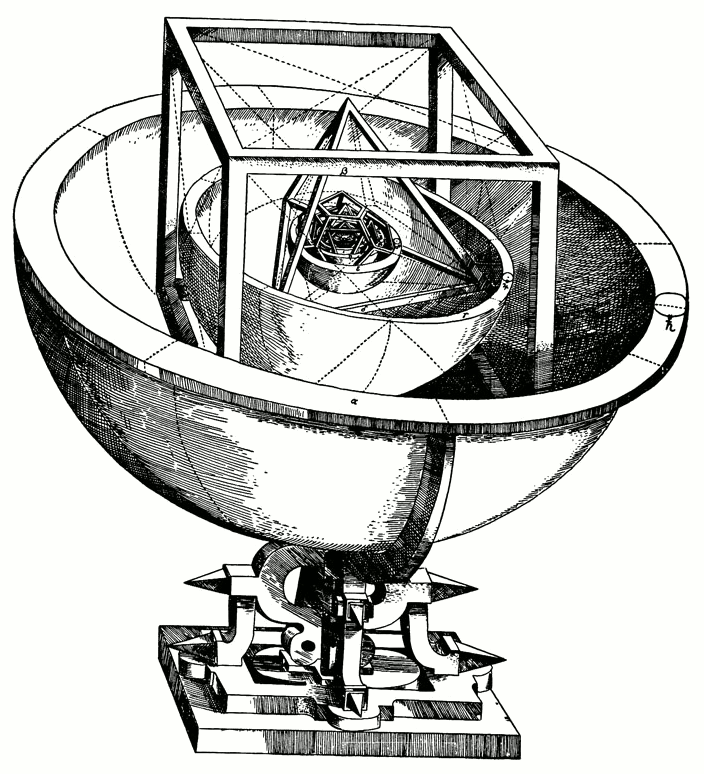
Kepler szabályos testekkel alkotott Naprendszer-modellje Mysterium Cosmographicum c. művében (1596)

A szabályos vagy platóni testek egy része már ősidők óta ismert. Már a neolitikus ember is készített hasonló formákat, melyekről Skócia régészeti leletei tanúskodnak (Atiyah and Sutcliffe, 2003).
Az ókori görögök a matematikájukhoz kapcsolódva tanulmányozták őket, és Proklosz az írásaiban Püthagorasznak tulajdonítja a felfedezésüket. Más írások is igazolják, hogy Püthagorasz már ismerte a tetraédert, a kockát, a dodekaédert, - az oktaéder és az ikozaéder felfedezését viszont Theaitétosznak, Platón kortársának tulajdonítják. Annyi bizonyos, hogy Theaitétosz a matematikai leírását megadta mind az öt testnek, sőt ő adta az első bizonyítását is annak, hogy ez az öt test a szabályos konvex testek teljes készlete (három dimenzióban).
A platóni testek fontos szerepet játszottak Platón filozófiájában. Ezekről Platón a Timaiosz című munkájában ír, Kr. e. 360 táján. Az öt szabályos test közül négynek az őselemeket feleltette meg: a földet a kockának, a levegőt az oktaédernek, a vizet az ikozaédernek és a tüzet a tetraédernek. Az ötödikről, a dodekaéderről Platón homályosan nyilatkozik. Arisztotelész később ezt az ötödik elemet az éterrel azonosította, azzal az anyaggal, ami szerinte az égi szférákat alkotja. Euklidész is megadta az öt szabályos test matematikai leírását az Elemekben. Az utolsó könyvben (XIII.) leírja tulajdonságaikat, szerkesztésüket, sőt megadja a körülírt gömb átmérőjének és a benne lévő test élhosszúságának arányát is.
A 16. században Johannes Kepler német csillagász feltételezett egy összefüggést az akkor ismert öt (a Földön kívüli) bolygó és az öt platóni test között. Ezeket az összefüggéseket Kepler a Mysterium Cosmographicum című könyvében közölte, amely 1596-ban jelent meg. Ebben a Naprendszer egy modelljét konstruálta meg szabályos testekbe és azok köré írható gömbök segítségével. Legbelül foglalt helyet az oktaéder, ezt követte az ikozaéder, majd a dodekaéder, a tetraéder és végül a kocka. Ez a modell egy közbülső láncszem volt Kepler kutatásaiban, és ezt a modellt el is vetette, amikor később fölismerte a bolygómozgás törvényeit.

## Dualitás a szabályos testek között

Kocka és oktaéder duálisa

Minden poliédernek létezik egy duálisa, amikor a lapok és a csúcsok kölcsönösen fölcserélődnek. Minden szabályos platóni test duálisa egy másik platóni test, így ezek a testek duális párokba rendezhetők.
- A tetraéder önmagával alkot duális párt (duálisa egy másmilyen állású tetraéder).
- A kocka duálisa az oktaéder.
- A dodekaéder duálisa az ikozaéder.

## A szabályos testek megismerése irodalmi alkotásból
A szabályos testekről szól egy irodalmi alkotás, Lakatos Imre Bizonyítások és cáfolatok c. „iskoladrámája” is. Azért nevezhetjük így, mert színdarabként is előadható formában írta meg a szerző, hogyan vitatkozik a szabályos testekről egy gimnáziumi osztály közössége. A viták során egyre mélyebben ismerhetjük meg a szabályos testek tulajdonságait, és az eseményekkel párhuzamosan, a lábjegyzetekben képet kapunk a matematikatörténeti gondolkodás egy szakaszának a fejlődéséről is. A kiindulási probléma az Euler-féle poliédertétel bizonyítása, és a bizonyítások és cáfolatok olvasása során képet alkothatunk magunkban az alkotó matematikai gondolkodás egyféle stílusáról is. Láthatjuk azt is, hogyan formálódik a hétköznapi életben az a fogalomalkotó szemlélet, melynek alapjait iskolai matematikaórákon tanulhatjuk meg lelkes tanítóktól.